# Homoneura bequaerti
Homoneura bequaerti är en tvåvingeart som beskrevs av Charles Howard Curran 1938. Homoneura bequaerti ingår i släktet Homoneura och familjen lövflugor. Inga underarter finns listade i Catalogue of Life.